# Zygodon trichomitrius
Zygodon trichomitrius är en bladmossart som beskrevs av W. J. Hooker och William M. Wilson 1846. Zygodon trichomitrius ingår i släktet ärgmossor, och familjen Orthotrichaceae. Inga underarter finns listade i Catalogue of Life.